# Хэген, Джин
Джин Хэген (англ. Jean Hagen; 3 августа 1923 — 29 августа 1977) — американская актриса, номинантка на премию «Оскар» в 1953 году.

## Биография
Джин Ширли Ферхаген (англ. Jean Shirley Verhagen) родилась в Чикаго, в семье голландского эмигранта Кристиана Ферхагена и его американской жены Мэри. Когда ей было 12 лет, она с семьёй переехала в город Элкхарт в штате Индиана, там же она окончила среднюю школу. Затем она изучала драматическое искусство, а перед своим дебютом в фильме «Ребро Адама» (1949) некоторое время работала билетёршей в театральной кассе.
Свою первую главную роль в кино она получила в фильме «Асфальтовые джунгли» (1950), съёмки в котором хорошо оценили и критики и публика. Но более всего она запомнилась в фильме «Поющие под дождём». За роль актрисы немого кино Лины Ламонт Джин была выдвинута на премию «Оскар» как лучшая актриса второго плана. В дальнейшем компания «MGM», на которой она работала, не могла предложить ей хорошую роль, которая способствовала бы росту её карьеры и в 1953 году актриса ушла на телевидение, где стала сниматься в сериале «Освободите папу». Хотя за роль в этом сериале Джин Хэген три раза номинировалась на «Эмми», после трёх сезонов продюсеры заменили её на Марджори Лорд, сославшись на неудовлетворительную работу актрисы. Не в состоянии продолжить развивать свою кинокарьеру, Джин Хэген стала частым гостем в различных телесериалах, и лишь изредка появлялась в небольших ролях в фильмах, к примеру, как Фрида Дэниелз в «Мохнатом псе» и подруга Бетт Дейвис в «Двойнике».
В 1960 году здоровье Джин Хэген начало ухудшаться. Последующие годы она много времени провела в клиниках и различных медицинских учреждениях. В 1976 году она попыталась вернуться на экраны, сыграв незначительные роли в сериалах «Старски и Хатч» и «Улицы Сан Франциско». Её последней работой стал телевизионный фильм 1977 года «Александр: Другая сторона рассвета». 29 августа 1977 года в возрасте 54 лет Джин Хэген умерла от рака пищевода.
За свой вклад в телевидение актриса удостоена звезды на Голливудской аллее славы.

## Фильмография
- Двойник (1964) — Дид Маршал
- Паника в нулевом году (1962) — Энн Болдвин
- Восход солнца в Кампобелло (1960) — Мисси Лэ Ханд
- Мохнатый пес (1959) — Фрида Дэниэлз
- Большой нож (1955) — Конни Билсс
- Арена (1953) — Мэг Хатчинс
- Поющие под дождём (1952) — Лина Ламонт
- Из ночи в утро (1951) — соседка в гостинице
- Без лишних вопросов (1950) — Джоан Бренсон
- Асфальтовые джунгли (1950) — Долл Конован
- Переулок (1950) — Харриетт Синтон
- Ребро Адама (1949) — Бэрил Кейн

## Телевизионные работы
- Александр: Другая сторона рассвета (1977) — Хозяйка
- Улицы Сан Франциско (1976) — Мисс Ангер
- Старски и Хатч (1976) — Бэлл Кейтс
- Бен Кэйси (1962) — Ли Брэмсон
- Доктор Килдэр (1963) — Мэри Оджилви
- Альфред Хичкок представляет (1957) — Мэдж Гриффин
- Кульминация (1956) — Элеанор
- Освободите папу (1953-1961) — Миссис Маргарет Уилльямс